# Cascate Reichenbach
Le cascate Reichenbach (in tedesco Reichenbachfall) sono una serie di cascate del fiume Rychenbach, affluente dell’Aar, nel comune di Schattenhalb vicino a Meiringen, nel Canton Berna, in Svizzera.

## Descrizione
Le cascate, che complessivamente fanno un salto di 250 metri, sono accessibili dalla funicolare Reichenbachfall-Bahn. Oggi una centrale idroelettrica sfrutta le cascate in certi periodi dell'anno riducendone così il flusso.
Queste cascate sono state rese celebri dallo scrittore scozzese Sir Arthur Conan Doyle, che nel racconto L'ultima avventura vi ambientò la scontro finale tra Sherlock Holmes e il professor Moriarty, durante il quale entrambi vengono, almeno apparentemente, ingoiati dalle acque.
In realtà, la vera sporgenza da cui l’investigatore cadde insieme al nemico si trova sull’altro lato delle cascate di Reichenbach rispetto alla funicolare. Si può raggiungere salendo il percorso in cima al precipizio, attraversando il ponte e seguendo il sentiero.